# Історія Бутану
У 747 році великий духовний вчитель Падмасамбхава, відоміший в Бутані як Гуру Рімпоче, прибув до Бутану з боку держави Суат (Swat, нині Пакистан). Він розповсюдив буддійське вчення на ці землі, посадивши насіння культури, яка процвітає дотепер.

## Створення країни Бутан
Найзначнішою подією в історії Бутану вважається прихід з Тибету Шабдрунга Нгаванг Намгуела (Shabdrung Ngawang Namgyel) в 1616 році. Це був перший чоловік, який об'єднав розрізнені частини Бутану під єдиною владою. Фактично, з цього моменту можна називати Бутан країною. Цікаво, що він зробив це у віці всього 23 років.
«Шабдрунг» означає «до його ніг кожен тягнеться». У 1644 році на Бутан напало численне військо лідера Великих Моголів Гуші Кхань (Gushi Khan). Його напад було відбито Шабдрунгом. У 1647 році він напав знову. І знову зазнав поразки. Після цього Шабдрунг придушив численні війни між феодалами й зробив чільний напрямок Друкпа буддійської школи Кагьюпа. За 35-річне правління Шабдрунга була встановлена система загальнонаціонального управління, принципи якої діють досі. Було побудовано безліч добре захищених фортець, дзонгів. Більшість Дзонгів, які можна побачити при відвідуванні Бутану, були побудовані за часів правління Шабдрунга. Звичайно, була проведена деяка реконструкція.
По суті справи, сучасний Бутан з системою Дзонгів і монастирів реалізує проєкт Шабдрунга. Політична система Шабдрунга, в якій владу ділили верховні лами та адміністрація Дзонгів, була заміщена на монархію, і тепер лами беруть значно меншу участь в управлінні державою. 
Шабдрунг встановив дуальну систему правління. Друк Дезі (Druk Desi) уособлював світську владу, а Дже Кхемпо (Je Khenpo) — духовну. Однак, після його смерті й реінкарнації, почалося суперництво між лордами та боротьба за владу. Це увергнуло Бутан в роки смути, що тривали до 1907 року, до воцаріння на престол Гонгсара Угьєна Ванчгука (Gongsar Ugyen Wangchuk). Фактично, це був перший король Бутану. Тепер влада стала передаватися в спадщину. Подібно великому Шабдрунгу, Ванчгук вів об'єднавчу політику. Він ввів систему регіональних правителів (голів адміністрацій Дзонгів). 17 грудня 1907 року (Національне свято Бутану) Угьєн Ванчгук був одноголосно обраний всіма Регіональними правителями й духовною владою як правитель. Він був коронований, як Друк Гьялпо — Ювелірний Правитель Народу Дракона.
У 1910 році Бутан дав згоду на встановлення британського контролю за зовнішньою політикою замість отриманої з боку Великої Британії обіцянки не втручатися у внутрішні справи країни. У 1949 році Індія стала незалежною державою і підписала договір про дружбу з Бутаном, який підтримував ті ж принципи взаємин, що і з Великою Британією.
У 1950 році китайська армія взяла під контроль Тибет. Після придушення повстання тибетських ченців, Китай заявив територіальні претензії на частину бутанських земель. Бутан терміново зміцнив оборонні відносини з Індією, і вздовж північного кордону розмістилися індійські гарнізони. Після цього територіальні претензії Китаю були зняті. Індія збудувала дороги, що з'єднують її з Бутаном, що стало кінцем історичної ізоляції королівства.
Четвертий в поколінні монарх, Друк Г'ялпо Джігме Сінг'є Вангчук (Druk Gyalpo Jigme Singye Wangchuk) був коронований в 1974 році. З початком його правління в країні почали відкриватися двері для туристів.
У керівництві країною йому допомагає створена в 1953 році Національна асамблея (Цонгду), яка в 1961 році отримала номінальне право усувати та вибирати короля.
Скоріш за все, буддизм було занесено у Бутан ще у 2 сторіччі. Вперше історія згадує про Бутан у 7 столітті. Середньовічна історія Бутану нерозривно зв'язана з історією Тибету. Масове поширення буддизму в Бутані проходило у 9 ст.

## 20 століття
- 1907 — встановлена спадкоємна монархія.
- 1953 — Національна асамблея.
- 1968 — перший кабінет міністрів.
- 1990 — проходили продемократичні демонстрації.
- 2008 — перші в історії країни вибори.